# Kateryna Michalizyna

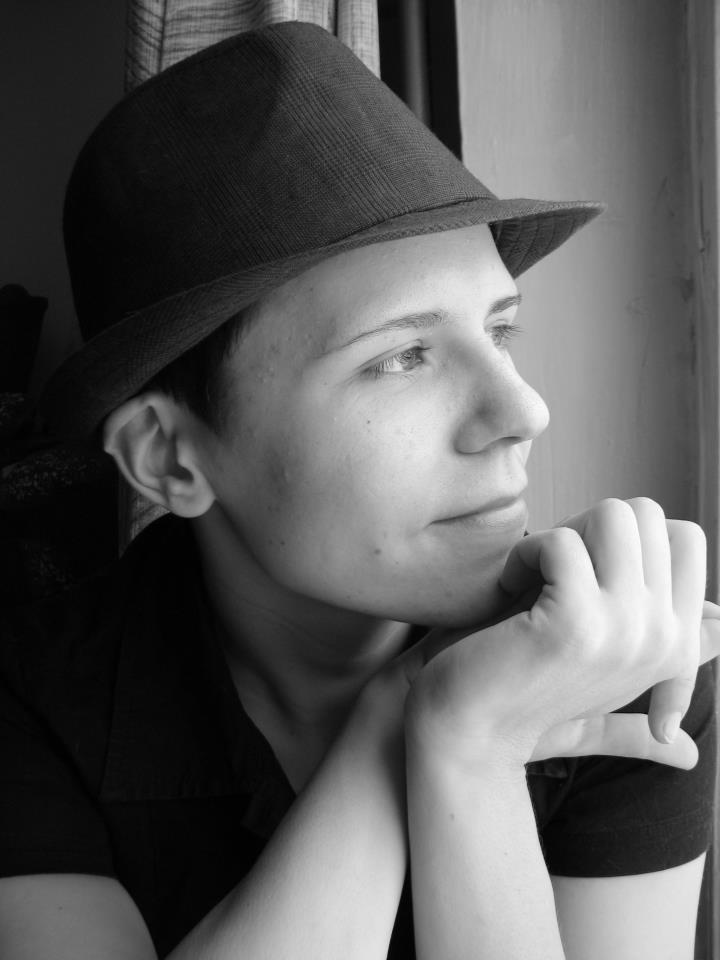
Kateryna Michalizyna

Kateryna Wassyliwna Michalizyna (ukrainisch Катерина Василівна Міхаліцина; geboren am 23. Februar 1982 in Mlyniw) ist eine ukrainische Dichterin, Kinderbuchautorin, Übersetzerin und Lektorin.

## Leben und Wirken
Kateryna Wassyliwna Michalizyna studierte an der Humanitären Universität Riwne Biologie und schloss 2003 ihr Biologiestudium ab. Sie nahm während ihres Studiums an der literarischen Gemeinschaft Poetarkh im Kinder- und Jugendpalast von Rivne teil. 2002 zog sie nach Lwiw und 2009 erhielt sie ihren Abschluss am Institut für postgraduale Bildung der Nationalen Iwan-Franko-Universität in Anglistik (Master in englischer Sprache und Literatur). Sie arbeitete als Werbetexterin, Tutorin für Englisch und Biologie und Übersetzerin von Artikeln aus den Bereichen Genetik und Pharmazie. Von 2008 bis 2012 war sie Redakteurin und Übersetzerin. Sie nahm am sozialen und künstlerischen Silver Book Project und der gesamtukrainischen Add Reading! Initiative teil.
Zusammen mit Lina Romanukha und Yaryna Kvitka – Teilnehmerinnen der Theaterformation MAPA.UA – hat sie im Jahr 2012 ein Theaterstück auf der Grundlage der Gedichtserie The Angelage für das FashionPoem-Projekt erarbeitet. Sie ist Teilnehmerin der litauisch-ukrainischen Übersetzungsstudien 2014–2015 (Lviv, Druskininkai).
Als Autorin, Verlagsvertreterin, Redakteurin, Übersetzerin und Moderatorin nahm sie unter anderem an der Kinderliteraturmesse in Bologna, der Frankfurter Buchmesse, dem Book Arsenal, dem Publishers' Forum und dem Intermezzo Short Story Festival teil. Kateryna Michalizyna nahm 2016 an dem von der Frankfurter Buchmesse unterstützten Frankfurt Fellowship teil. Ihr Buch Who Grows in the Park, illustriert von Oksana Bula, wurde 2016 in den White Ravens International Catalogue of Children's Literature aufgenommen. Ihre Gedichte wurden ins Bulgarische, Polnische, Deutsche, Schwedische, Armenische, Litauische und Russische übersetzt. Sie ist Mitglied des PEN Ukraine.
Michalizyna hat aus dem Englischen und Polnischen übersetzt, darunter Werke von J. R. R. Tolkien, Oscar Wilde, Sylvia Plath und Alfred Szklarski.

## Publikationen
Gedichte
- The Flood. (Volynski Oberehy, 2000)
- Pilgrim. (self-published, 2002),
- Shadow in the Mirror. illustrated by Aliena Semchyshyn (Old Lion Publishing, 2013)

Kinderliteratur
- Rainbow Over the Meadow. illustrated by artist Yulia Polishchuk (2012)
- Grandma’s Abode. illustrated by Natalka Haida (Old Lion Publishing, 2013)
- Meadow Rhyme. illustrated by Mariana Petriv (Old Lion Publishing, 2015; this cardboard book is named the best one for children aged 0–3 by “Critics’ Ranking”)
- Who Grows in the Park. illustrated by Oksana Bula (Old Lion Publishing, 2016; the book is named the best in nomination “Prose for preschool and primary school age” by “Critics’ Ranking”)
- About Dragons and Happiness. illustrated by Natalka Haida (Old Lion Publishing, 2016)
- Who Grows in the Garden. illustrated by Oksana Bula (Old Lion Publishing, 2017)
- Yas and his Cars. illustrated by Tetiana Tsiupka (Old Lion Publishing, 2018)
- Yas and His Great Bikecareer. illustrated by Tetiana Tsiupka (Old Lion Publishing, 2019)
- Dmukhavka and Other Furry Little Poems. illustrated by Yulia Pylypchatyna (Old Lion Publishing, 2019)
- Tomo and his Whale. illustrated by Oksana Drachkovska (Chytarium, 2019)